# Sumbermulyo (Bambang Lipuro)
Sumbermulyo is een bestuurslaag in het regentschap Bantul van de provincie Jogjakarta, Indonesië. Sumbermulyo telt 14.391 inwoners (volkstelling 2010).